# Hypoponera imatongica
Hypoponera imatongica es una especie de hormiga del género Hypoponera, subfamilia Ponerinae.